# シンフォニーセンター
シンフォニーセンター(Symphony Center)は、アメリカ合衆国イリノイ州シカゴの都心部ループ地区、サウスミシガン・アベニュー220番地(220 South Michigan Avenue)にある、音楽芸術の複合施設。シカゴ交響楽団とシカゴ・シンフォニエッタ(Chicago Sinfonietta)の本拠地となっている。シンフォニーセンターは、1904年に開場したオーケストラホール、リハーサルやパフォーマンスに用いられるスペースであるバントロックホール、宴会場などの貸しスペースが入るロタンダ、レストラン「ラプソディ」、事務所機能などから構成されている。1993年6月にオーケストラホールの大規模な改築と拡張の計画が承認され、1億1千万ドルを投じた工事の結果、1995年から1997年にかけて各施設が完成した、シンフォニーセンターのオーケストラホールは、1994年4月19日に国定歴史建造物に登録された。オーケストラホールはまた、これに先立つ1978年から、国家歴史登録財にも指定されている。

## 歴史
1904年に完成したオーケストラホールは、高名なシカゴの建築家ダニエル・バーナムが設計したものである。建設は1904年5月1日に起工し、同年12月14日に竣工した。建物の正面ファサードには、シカゴ交響楽団の初代音楽監督を記念して「セオドア・トマス・オーケストラホール」と刻まれている。トマスは、ホールでの初指揮の後、ひと月も経たないうちに死去した。正面ファサードの、舞踏場のアーチ窓の上には、バッハ、モーツァルト、ベートーヴェン、シューベルト、ワーグナーの名が刻んである。
1910年代には、シカゴ交響楽団が Ravinia Park での演奏のために不在となる夏場に、収入を維持するため、オーケストラホールが映画館として使用されたこともあった。1920年代、1930年代には、オーケストラホールで各種の興行や講演会などが組まれることもあり、奇術師ハリー・フーディーニ、探検家リチャード・バード、女性飛行士アメリア・イアハート、哲学者バートランド・ラッセル、俳優/映画監督オーソン・ウェルズらが登場した。